# Nice de Paionios

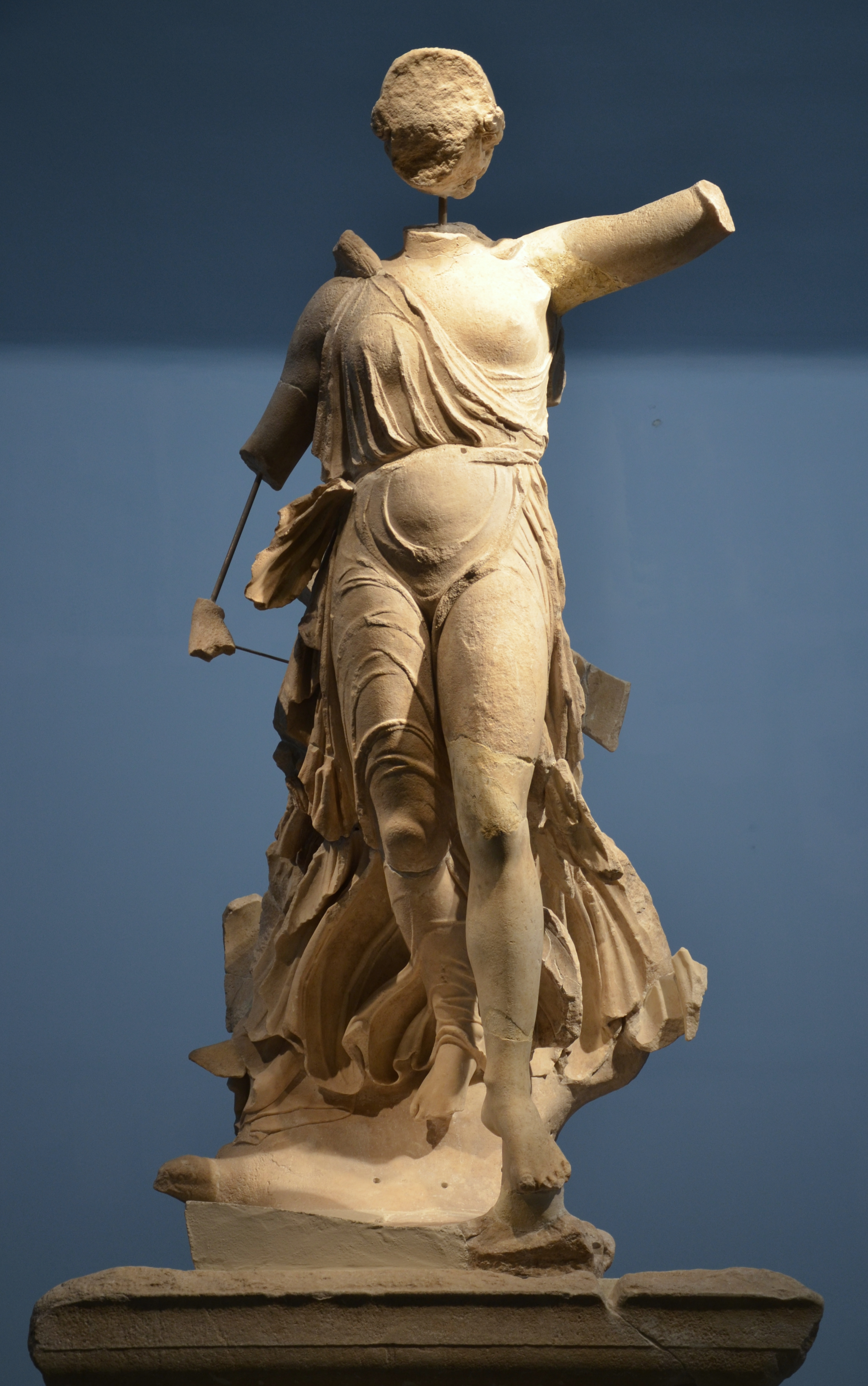
Nice de Paionios, 425–420 BCA

Nice de Paionios é uma estátua antiga da deusa grega da vitória, Nike, feita pelo escultor Paionios (Peónio de Mende) entre 425 a.C. e 420 a.C. Feito de mármore de Paros, o material dá à estátua uma aparência translúcida e branca pura. Encontrada em pedaços, a estátua foi restaurada a partir de muitos fragmentos, mas faltam rosto, pescoço, antebraços, parte da perna esquerda, dedos dos pés e alguns fragmentos de drapeado. Também tinha asas. A deusa é mostrada pousando suavemente sobre o pé esquerdo, com a cortina soprada contra o seu corpo.
"Esta estátua é a peça mais impressionante da escultura grega".
É feita em mármore de Paros esculpido num único bloco com base. Com 2,16 metros de altura (a sua altura original era de aproximadamente 3 metros), representa Nike, a deusa da Vitória, que está prestes a pousar, tocando o chão com a ponta do pé esquerdo, para celebrar um êxito militar..
Os seus braços estão bem abertos. Com a mão esquerda estende a capa como um véu. O seu rápido movimento na atmosfera provoca a agitação do peplo que parecem transportá-la no ar. O seu belo corpo jovem é pronunciado por todos os seus lados diante de um confuso movimento do vento. Os panos colocados junto à barriga, deslizando sobre o peito direito e deixando o lado esquerdo nu, deslizam para libertar a perna esquerda que a prende para a frente. Além disso, são quase transparentes.

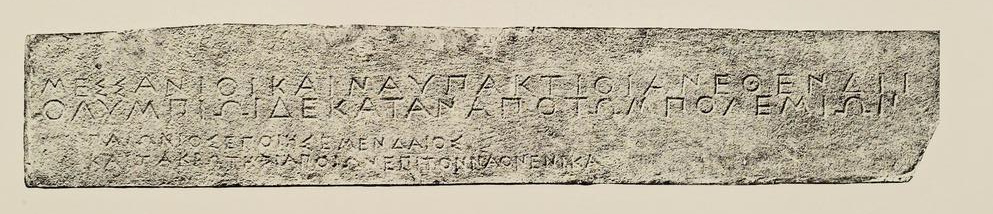
Inscrição dedicatória

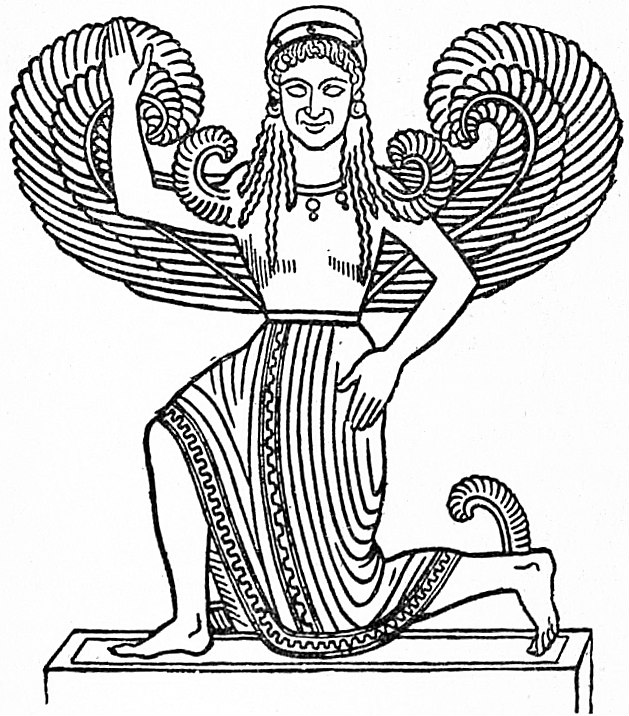
Restauração de Nikē de Delos (Postura comparativa)